# Benjamin Spradley
Benjamin Spradley est un boxeur américain affilié au Business Men's Gym de Saint-Louis.

## Carrière
Il remporte aux Jeux olympiques d'été de 1904 à Saint-Louis la médaille d'argent dans la catégorie poids moyens. Seul participant dans cette catégorie avec son compatriote Charles Mayer, il s'incline face à ce dernier par arrêt de l'arbitre dans la 3e reprise.

## Palmarès

### Jeux olympiques
- Jeux olympiques de 1904 à Saint-Louis (poids moyens)

## Référence
1. ↑  (en) Résultats des Jeux olympiques 1904 (amateur-boxing.strefa.pl)